# Амангельды (Кызылординская область)
Амангельды (каз. Амангелді, до 27 декабря 1997 — Ленино) — село в Сырдарьинском районе Кызылординской области Казахстана. Административный центр и единственный населённый пункт Амангельдинского сельского округа. Код КАТО — 434837100.
Находится к юго-западу от города Кызылорда, на левом берегу реки Сырдарья. Работает цех по выделке кожи.

## Население
В 1999 году население села составляло 2840 человек (1449 мужчин и 1391 женщина). По данным переписи 2009 года, в селе проживало 2839 человек (1463 мужчины и 1376 женщин).